# ستيف ريان (كاتب)
ستيف ريان (بالإنجليزية: Steve Ryan)‏ هو كاتب أمريكي، ولد في 15 فبراير 1949 في سان دييغو في الولايات المتحدة.